# Heteroconger camelopardalis
Heteroconger camelopardalis är en fiskart som först beskrevs av Lubbock, 1980.  Heteroconger camelopardalis ingår i släktet Heteroconger och familjen havsålar. Inga underarter finns listade i Catalogue of Life.